# Clathrina
Clathrina – rodzaj gąbek wapiennych z rodziny Clathrinidae z rzędu Clathrinida.

## Podział systematyczny
Do rodzaju należą następujące gatunki:

- Clathrina andreusi Sim-Smith, Hickman & Kelly, 2021
- Clathrina angraensis Azevedo & Klautau, 2007
- Clathrina antofagastensis Azevedo, Hajdu, Willenz & Klautau, 2009
- Clathrina aphrodita Azevedo, Cóndor-Luján, Willenz, Hajdu, Hooker & Klautau, 2015
- Clathrina arabica (Miklucho-Maclay in Haeckel, 1872)
- Clathrina arnesenae (Rapp, 2006)
- Clathrina aurea Solé-Cava, Klautau, Boury-Esnault, Borojevic & Thorpe, 1991
- Clathrina bathybia (Poléjaeff, 1883)
- Clathrina beckingae Van Soest & De Voogd, 2015
- Clathrina blanca (Miklucho-Maclay, 1868)
- Clathrina brevicaulis (Topsent, 1936)
- Clathrina broendstedi Rapp, Janussen & Tendal, 2011
- Clathrina camura (Rapp, 2006)
- Clathrina cancellata (Verrill, 1873)
- Clathrina ceylonensis (Dendy, 1905)
- Clathrina chrysea Borojevic & Klautau, 2000
- Clathrina clara Klautau & Valentine, 2003
- Clathrina clathrus (Schmidt, 1864)
- Clathrina conifera Klautau & Borojevic, 2001
- Clathrina coriacea (Montagu, 1814)
- Clathrina cribrata Rapp, Klautau & Valentine, 2001
- Clathrina curacaoensis Cóndor-Luján, Louzada, Hajdu & Klautau, 2018
- Clathrina cylindractina Klautau, Solé-Cava & Borojevic, 1994
- Clathrina delicata Fontana, Cóndor-Luján, Azevedo, Pérez & Klautau, 2018
- Clathrina dictyoides (Haeckel, 1872)
- Clathrina fakaravae Klautau, Lopes, Guarabyra, Folcher, Ekins & Debitus, 2020
- Clathrina fjordica Azevedo, Hajdu, Willenz & Klautau, 2009
- Clathrina flexilis (Haeckel, 1872)
- Clathrina globulosa Cóndor-Luján, Louzada, Hajdu & Klautau, 2018
- Clathrina helveola Wörheide & Hooper, 1999
- Clathrina heronensis Wörheide & Hooper, 1999
- Clathrina hispanica Klautau & Valentine, 2003
- Clathrina hondurensis Klautau & Valentine, 2003
- Clathrina huahineae Klautau, Lopes, Guarabyra, Folcher, Ekins & Debitus, 2020
- Clathrina insularis Azevedo, Padua, Moraes, Rossi, Muricy & Klautau, 2017
- Clathrina jorunnae Rapp, 2006
- Clathrina lacunosa (Johnston, 1842)
- Clathrina laminoclathrata Carter, 1886
- Clathrina loculosa (Haeckel, 1870)
- Clathrina lutea Azevedo, Padua, Moraes, Rossi, Muricy & Klautau, 2017
- Clathrina luteoculcitella Wörheide & Hooper, 1999
- Clathrina macleayi (Lendenfeld, 1885)
- Clathrina maremeccae Van Soest & De Voogd, 2018
- Clathrina multiformis (Breitfuss, 1898)
- Clathrina mutabilis Azevedo, Padua, Moraes, Rossi, Muricy & Klautau, 2017
- Clathrina mutsu (Hôzawa, 1928)
- Clathrina nuroensis Azevedo, Cóndor-Luján, Willenz, Hajdu, Hooker & Klautau, 2015
- Clathrina osculum Carter, 1886
- Clathrina parva Wörheide & Hooper, 1999
- Clathrina pedunculata (Lendenfeld, 1885)
- Clathrina pellucida (Rapp, 2006)
- Clathrina peruana Azevedo, Cóndor-Luján, Willenz, Hajdu, Hooker & Klautau, 2015
- Clathrina philippina (Haeckel, 1872)
- Clathrina primordialis (Haeckel, 1872)
- Clathrina procumbens (Lendenfeld, 1885)
- Clathrina pulcherrima (Dendy, 1891)
- Clathrina purpurea Van Soest & De Voogd, 2015
- Clathrina ramosa (Azevedo, Hajdu, Willenz & Klautau, 2009)
- Clathrina repens Van Soest & De Voogd, 2018
- Clathrina robusta Fonseca, Cóndor‑Luján & Cavalcanti, 2023
- Clathrina rodriguesensis Van Soest & De Voogd, 2018
- Clathrina rotunda Klautau & Valentine, 2003
- Clathrina rotundata Voigt, Erpenbeck & Wörheide, 2017
- Clathrina rowi Voigt, Erpenbeck & Wörheide, 2017
- Clathrina rubra Sarà, 1958
- Clathrina sceptrum (Haeckel, 1872)
- Clathrina sinusarabica Klautau & Valentine, 2003
- Clathrina smaragda Lopes, Padua, Cóndor-Luján & Klautau, 2018
- Clathrina soluta Fonseca, Cóndor‑Luján & Cavalcanti, 2023
- Clathrina sororcula Van Soest & De Voogd, 2015
- Clathrina stipitata (Dendy, 1891)
- Clathrina tendali Rapp, 2015
- Clathrina williamsi Klautau, Lopes, Tavares, Rizzieri, Sorokin, Fromont, Goudie, Crowther, McCormack, George & Wahab, 2024
- Clathrina wistariensis Wörheide & Hooper, 1999
- Clathrina zelinhae Azevedo, Padua, Moraes, Rossi, Muricy & Klautau, 2017